# Peckiele
Peckiele (lit. Peckeliai) − wieś na Litwie, w gminie rejonowej Soleczniki, 2 km na południowy wschód od Kamionki, zamieszkana przez 34 ludzi. Przed II wojną światową w Polsce, w powiecie wileńsko-trockim województwa wileńskiego.